# Between the Sheets
Il Between the sheets è un cocktail alcolico. Ha fatto parte della lista dei cocktail ufficiali riconosciuti dall'IBA del 1961 fino al 1985, ed è stato reintrodotto nella lista del 2011. 

## Storia
L'origine del cocktail risale al 1930 ed è attribuita a Harry Macelhone, barman dell'Harry's New York Bar di Parigi. Altre teorie affermano che il cocktail sia stato creato a Londra intorno al 1921, o nei bordelli francesi come aperitivo offerto alle prostitute.

## Composizione
- 3 cl. di Cognac
- 3 cl. di Rum bianco
- 3 cl. di Cointreau o Triple sec
- 2 cl. di succo di limone fresco

## Preparazione
Il cocktail si prepara versando gli ingredienti all'interno dello shaker con ghiaccio, agitando energicamente e filtrando il tutto nella coppetta da cocktail precedentemente raffreddata.